# 日本の冠

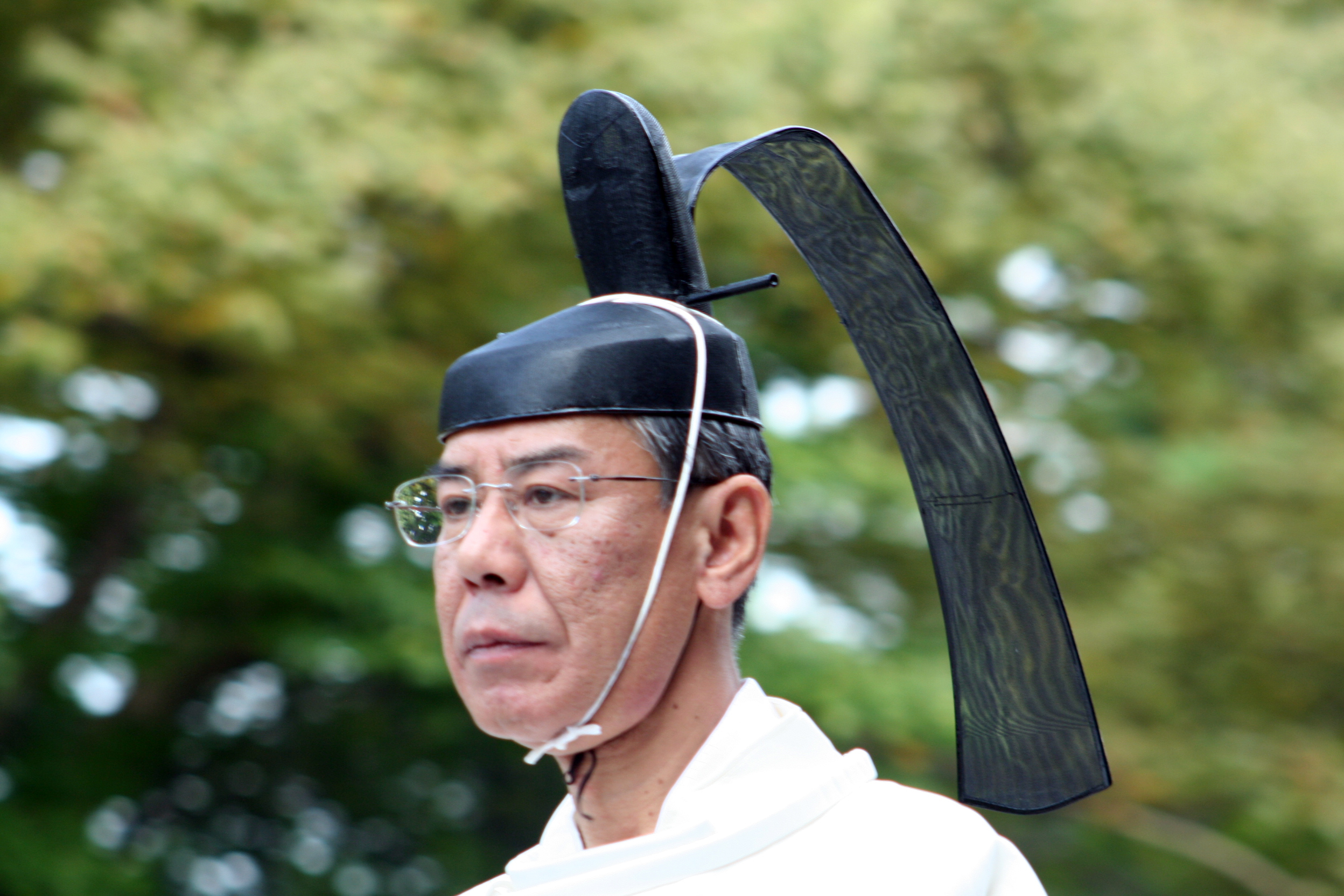
垂纓冠の着用例。懸緒で留めている（時代祭）

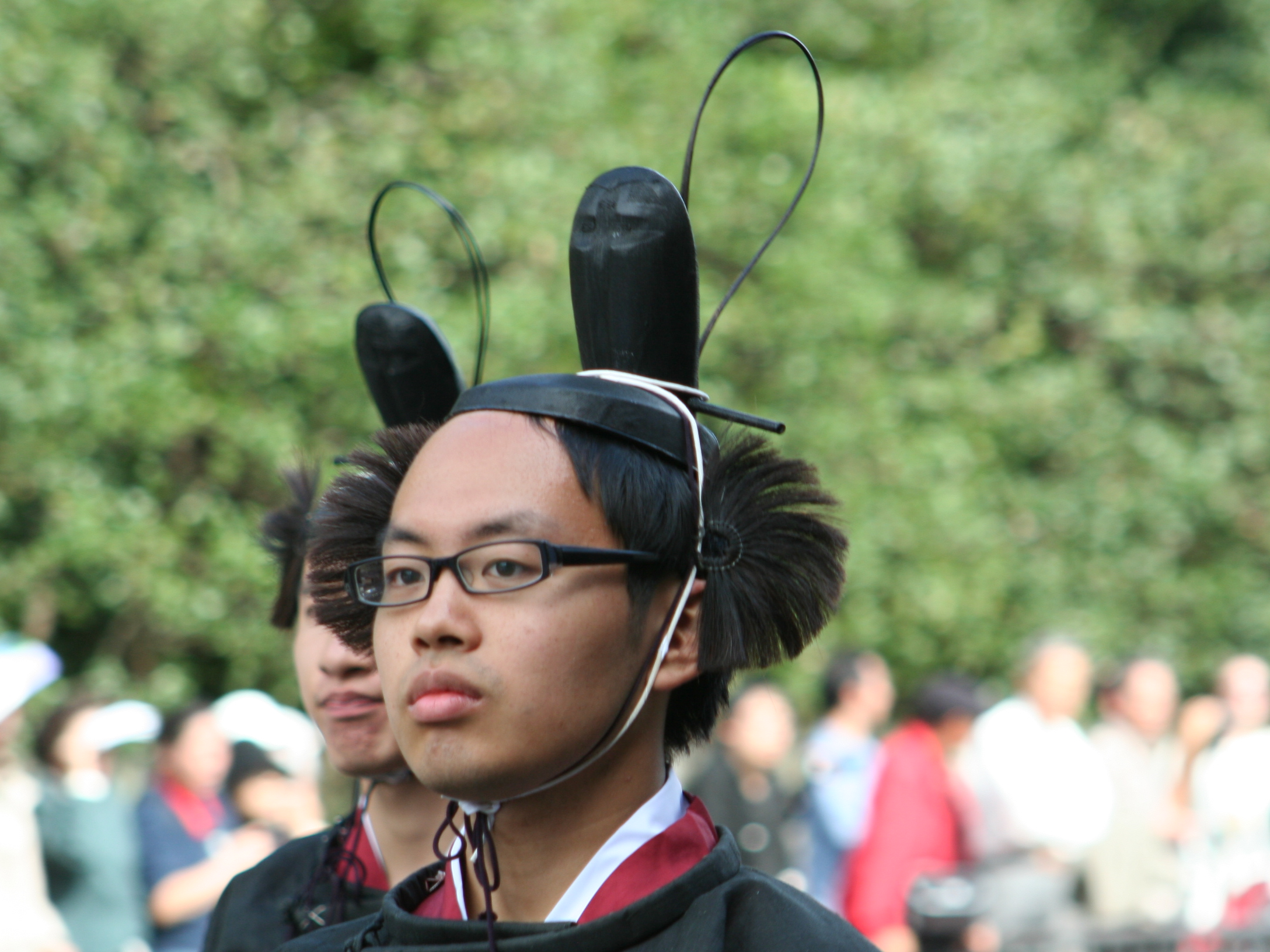
細纓を巻き上げた冠の着用例（時代祭）

日本の冠（にほんのかんむり）は、公家や武家の成人男性が宮中へ参内などの際に頭に着用する被り物。黒い羅を漆で固めて作ったものが一般的だが、即位の礼や朝賀の儀の際に着用した礼冠と呼ばれる金属製の冠もあった。
近世まで日本では髻を結って冠を被る冠着（かむりぎ）の儀礼を以って、男性の成人式とした。「冠婚葬祭」の「冠」はこのことである。
この時、若者に冠をかぶせるのが「冠親」と呼ばれる後見人であり、近世において天皇の冠親は五摂家のうちどこかの当主が担当していた。

## 構成

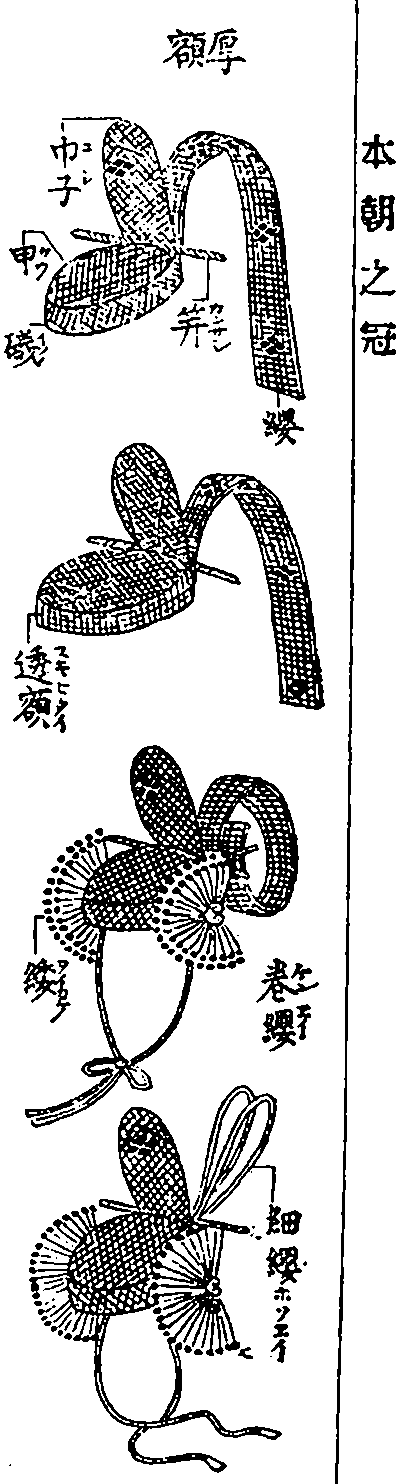
本朝之冠
『和漢三才図会』（1712年）

頭に被る部分と、巾子（こじ）と言って髷を納める部分、纓（えい）と言って背中にたらす長細い薄布の大きく三つの部分に分かれる。
細かく分ける場合、頭に被る部分の上部を額（ひたい）、縁を玉縁（たまべり/前面から側面を磯・後ろを海と呼ぶ）、巾子に、纓を入れる纓壺（えつぼ）、纓の根元にある纓壺に差し込む纓袖（えそで）、纓と呼び分ける。
付属品として、巾子の根元に掛ける上緒（あげお）と言う紐、髷を貫いて留めるための簪（かんざし）、武官が冠につける緌（糸偏に委/おいかけ・こゆるぎ/老懸とも）と言う馬の毛を扇形に束ねた紐付きの耳当てのようなものなどがあり、儀式によっては挿頭（かざし）と呼ぶ生花や造花を上緒に挟み込むこともある。

### 冠の区別
少なくとも平安時代中期以降、日本の冠の形状は基本的に身分や年齢による大きな差異はない。
しかし、材質（五位以上は四菱紋）や額や纓の処理によって着用者の身分や年齢を示す。

#### 巻纓
武官の冠は纓を内巻きにして纓挟（えばさみ）という木製黒漆塗りの切れ込みを入れた木片で留める巻纓冠（けんえいかん）である。昇殿許可の無い地下人でも、幅の狭い細纓（さいえい）を同じく内側に巻き上げて着用した。
さらに、武官のみの付属品として老懸（「緌」とも。おいかけ）という馬の毛をブラシのように束ねて扇形に開いた用途不明の飾りがある。（紐の結び余りをさばいた様子を表現したものとも中国北方の兵士が耳当てに用いたものとの説もあるが定かではない。）
老懸には紐がついており、冠が落ちないように固定する役目もあった。

#### 垂纓
天皇以下、文官の冠は纓をそのまま垂らした垂纓冠（すいえいかん）である。
ただし、内裏の火事などの緊急時のみ文武官でも柏挟（かしわばさみ）と称して檜扇を裂いた白木の木片などで纓を固定する（こちらは外巻きとも畳み込むだけとも言う）。
また、天皇近親者の喪である諒闇（りょうあん）に際しては文官も巻纓冠を着用するが、柏挟との混同の可能性もある。
柏は白木を一つの漢字に直したもので植物のカシワとは関係ない。
なお、現在の神職の纓は、袍の場合は繁紋、斎服の場合は無紋であるが、出雲大社の国造と管長は、袍も斎服も繁紋を用いる。

#### 御立纓

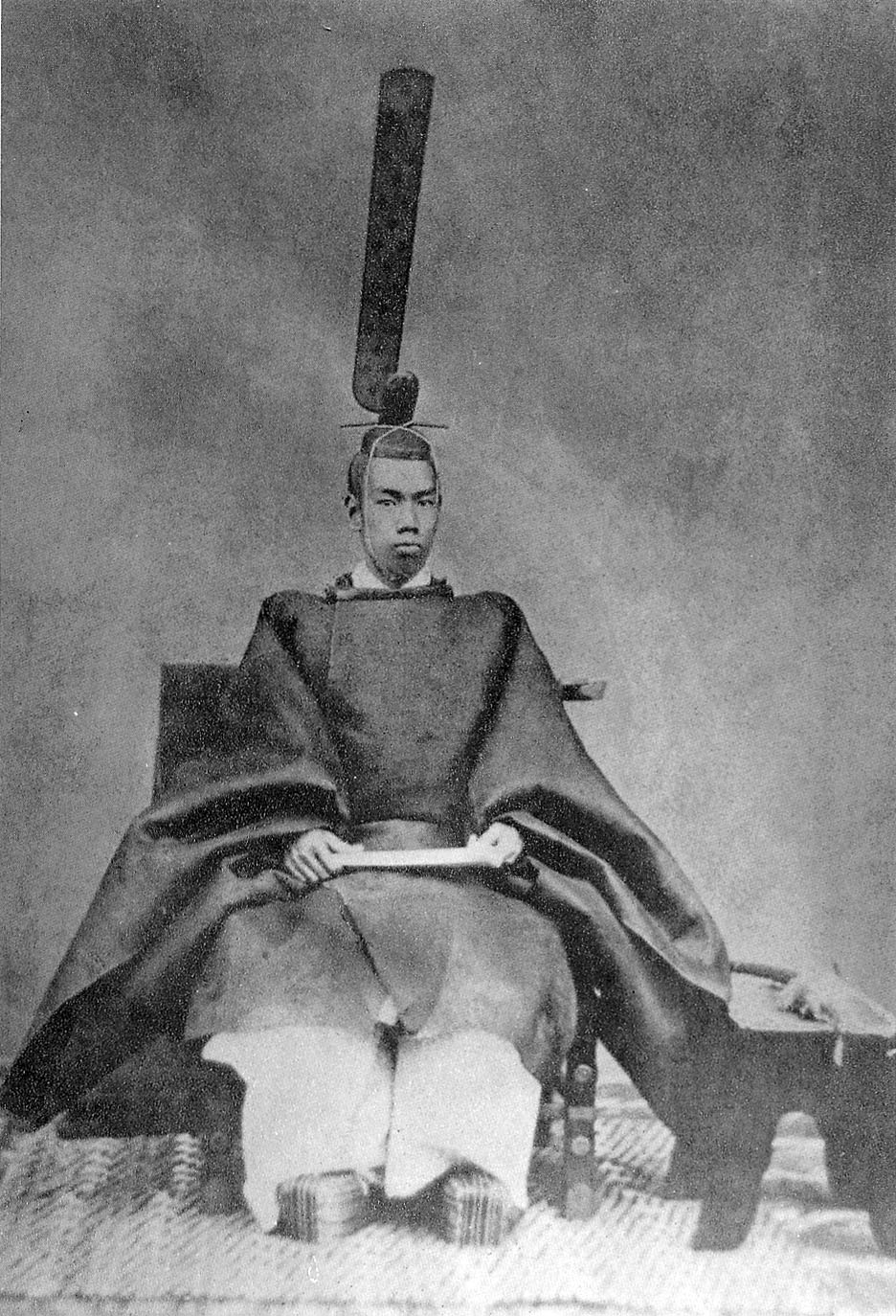
立纓冠を戴く明治天皇

江戸時代以降の天皇の冠は纓が上に上がったままのため御立纓の冠という。孝明天皇までは、直立せず、後ろに弓なりを描いてたわむ形式であったが、明治初期には直立した。のちにやや是正され、心もち後ろに曲げられる。大正天皇の着装写真は無いが、昭和天皇の神宮親謁の時の着装写真によれば、この時には少なくとも是正されている。
厚額・薄額
冠本体上部の前面から側面に当たる部分（磯）が高いタイプを厚額（あつびたい）、低いタイプを薄額（うすびたい）と言い、厚額は本来大臣以上にのみ許されていたものであるが、平安時代末期以降は単に年長者用の冠へと位置づけが変化した。
また、本来厚額の別名であった透額だが、同じく平安時代末期以降は薄額の上部に半月形もしくは弦月形の穴を開けて羅あるいは紗を張ったものを指す様になった。

## 歴史
『魏志倭人伝』には、倭国の男子は何もかぶらず、木綿 (ゆう)を頭に巻いているとの記述があり、弥生時代にはまだ冠はなく、鉢巻はあったと考えられている。
古墳時代には、江田船山古墳や藤ノ木古墳など各地の古墳から金銅製の冠や冠帽が出土している。
公式に身分と冠が結び付けられたのは、603年制定の冠位十二階と呼ばれる制度であるが、この時点の冠は聖徳太子の妃の指導で製作されたといわれる「天寿国繡帳」などを見るに、絹製の帽子のようなもので色も官位に対応させて赤・青・黒・紫など六色の濃淡があった。
『日本書紀』天武天皇14年（685年）7月条に、新たに位階に対応した色別の朝服が導入されたことが記されている。このとき、冠は黒一色の漆紗冠に統一された。 
日本の冠の直接の祖先は、養老律令の衣服令（いぶくりょう）に見える朝服の被り物「頭巾（ときん）」であるとされる。これは唐の常服に使用した幞頭と同じものである。
頭巾は黒い絹で出来た袋状のものの前後に合計四本の紐をつけた被り物で、巾子（こじ）と呼ぶ黒漆塗りの桐でできた筒で髻を覆った後で頭を覆うものである。ただし日本で出土品する巾子は、麻と思われる間のあいた平織の生地に漆をかけてメッシュ状にしたものである。
頭上で結ぶ前の紐を上緒（あげお）、後頭部で結ぶ後ろの紐を纓（えい）と呼んでいた。なお、唐では両者を「脚」と呼んでおり、纓は正式な冠の顎紐を意味した。
この時点では巾子と本体は別のものであり、纓は本体を固定する紐に過ぎない。
後に上緒は形骸化し纓は徐々に長くなり、巾子と本体は一体化するが、冠着という元服式のときのみ「放巾子（はなちこじ）」と言われる本体と巾子を別に作り、装着後に紐で結んで固定するものが使われた。
平安時代中期の摂関期ごろには冠は比較的現代の形に近いものへと代わっていたが、当時の冠は漆を薄く塗った柔らかなもので雨などにあうと簡単に型崩れしていたことが枕草子などの記述から分かる。
上緒は巾子の根元に掛けるだけの飾りになり笹紙（ささがみ）という和紙を裏から貼って痕跡を示すだけ、纓は羅を燕尾の形に垂らす飾り物に代わっていたため、簪というピンを巾子の根元から差し込んで髻を貫いて固定した。
平安時代末期の院政期には、漆を厚く塗って形が崩れない冠となり、纓が本体から分離して纓壺に纓を差し込んで固定するようになった。
京都全体を戦乱に巻き込んだ応仁の乱の影響で、日本の宮廷文化は混乱するが、このとき五位以上の貴族の冠に用いる有文羅（うもんら/模様を織り出した羅）の技法が散逸。以降、無地の羅に刺繡を加えて代用に当てた。

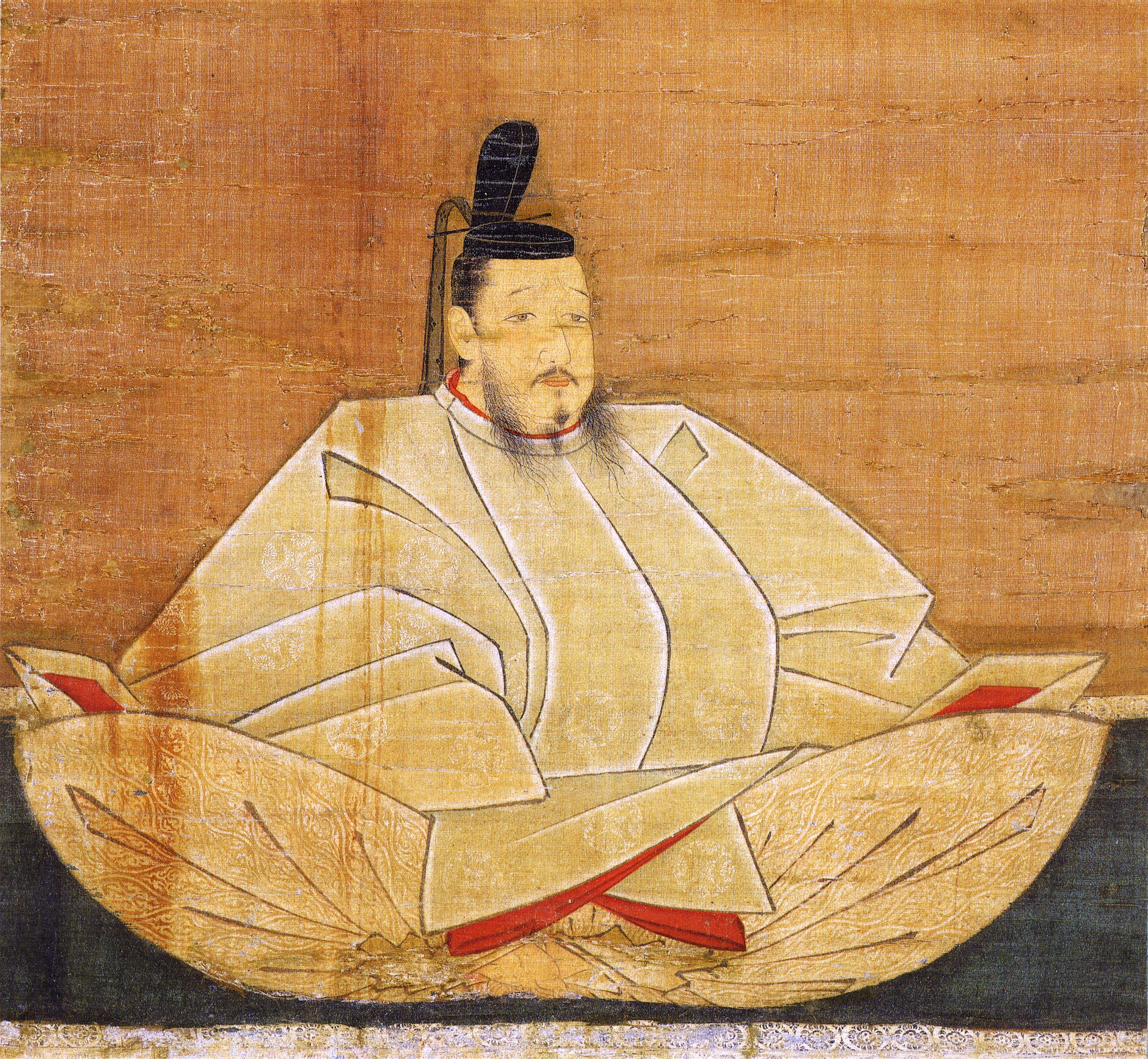
足利義持像

冠は元来柔らかいものであったから、纓で髻に固定したと思われるが、硬くなるとともに平安中期ころから簪で髻に固定するようになる。鎌倉時代には巾子が高くなり、大型化したことが『徒然草』に見えるが、室町時代になると一転、小型になっていったことが「足利義持像」(神護寺蔵)や「伝足利義政像」(東京国立博物館蔵)から知られる。それとともに懸緒という紐で固定することがはじまった。
纓の根は平安時代末期以降上がる傾向にあったが、ここに至って纓の先端が垂れずに頭上に上がったままの現在も天皇が被る御立纓（ごりゅうえい）の冠が登場した。江戸前期の霊元天皇の冠は江戸中期のものより心持ち大きく、形も柔らかい。江戸中期の桜町天皇の冠は極端に小型化し、額の立ち上がりも鋭角になる。この形式が幕末まで続いた。
明治以降、断髪の影響により冠は頭に被ることのできる大型のものとなる。また頭を覆うために暑気を抜くため、天皇の冠にはニ引きの透かしを、皇族および臣下は籠目の透かしを入れるようになった。

## 各要素の変遷

### 懸緒について
懸緒は鎌倉時代には蹴鞠の時に限って使用した。懸緒には馬の毛の紐や楽器の絃などが用いられたが、中でも紫の組紐である「紫組懸緒」が重視された。紫組懸緒は飛鳥井雅有の『内外三時抄』には飛鳥井家の家説と主張されており、二条家の『遊庭秘抄』によると二条家の家説と主張されている。『実隆公記』によれば室町後期には蹴鞠でないにもかかわらず、参内に組懸緒を用いる例が見られ、このころより簪は単なる飾りの管となって、通常も組懸を用いることが一般化した。
こうして懸緒は、室町中期には、和紙製の紙縒（こびねり）が正式で、束帯には必ずこれを用い、組懸（くみかけ。組懸緒の略称）は鞠の家の許可を得たもののみ略式に使われるようになった。
永正三年、後柏原天皇が三条西実隆に組懸緒を下賜しようとして飛鳥井雅俊の抗議を受けた。天皇は飛鳥井家が許可を「自専」する根拠の提出を雅俊に求めた。この件に関しては将軍の関与も無く、天皇に対立する形になった雅俊はやむなく「天皇による下賜は認めるが、事前に飛鳥井家に諮問してほしい」という条件で妥協した。さらに時代が下ると飛鳥井家による組懸緒許可に際しても勅許を要するようになり、近世には、公家の場合天皇より下賜されることで勅許を得る(天皇より飛鳥井家に諮問があるが、下賜された者の同家への謝礼は不要)者と、飛鳥井もしくは難波家の門弟になってから両家の執奏により勅許を得る者の二通りがあった。一方、武家では四位侍従以上の上流武家のみがこれを使用したが、もっぱら飛鳥井家の執奏によってのみ組懸緒の勅許を得たため、徳川御三家・御三卿および大大名は形式的に飛鳥井家の鞠の弟子となるのが慣例となり、執奏時の礼金のみならず、入門料以下の謝礼が同家に富をもたらした。
神社本庁系の神職の懸緒は白色の紙捻を使用する事になっているが、出雲大社の国造と管長は紫色を用いる。

### 文様について

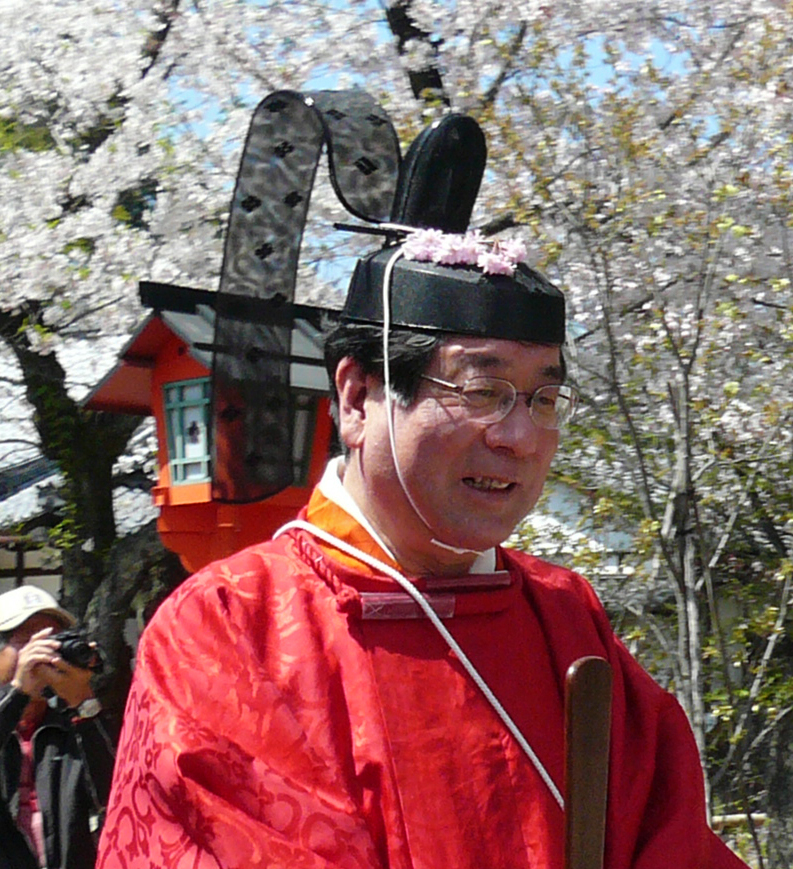
神職の着用例（挿頭をしている）。纓に四つ菱模様が見られる

元来五位以上の冠は羅であった。羅は菱の文様が織り出されたが、室町時代になると有文羅の織成技術が断絶した。その後は巾子に三つ盛りの俵菱、纓の先端近くに三つ盛りの一直線（カスミ）を縫うことがおこなわれた。また、喪中の無文冠と区別するために、六位以下もこれを用いた。
江戸中期に摂家主導で「繁文冠」が再興され、以前からの冠は遠文冠と呼ばれるようになった。繁文冠は、近衛・鷹司家が俵菱、九条・二条家が四つ目菱、一条家が四つ菱となる。摂家に従属する門流の堂上公家は、元服時に摂家の冠の拝領の形をとり(実際は自弁)同じ文様の冠を使用した。天皇の冠の文様は、冠親である五摂家いずれか固有のものを使うが、大正天皇以降は十六菊に固定されている。また即位礼では皇族は俵菱を使用、勅任・奏任官・高等官(奏任以上の待遇)は四つ目菱を使用し、判任官以下は遠文冠を用いた。大正五年以降、皇室成年式に下賜される「賜冠」は十六弁裏菊となったが、即位礼では皇族も俵菱を用いる。
江戸時代の武家では遠文冠が用いられたが、文政年間に徳川家が「かつみ」という文様を復興、宗家と御三家・御三卿が使用した。
戦前より、神職の菱の形式に指定は無いが、近年は四つ菱がほとんどである。
なお、纓は俵菱とかつみは横長、四つ目菱と四つ菱は縦長に配するのが江戸時代以来の伝統であるが、近年は四つ菱でも横長のものが多い。

## 特殊な着装

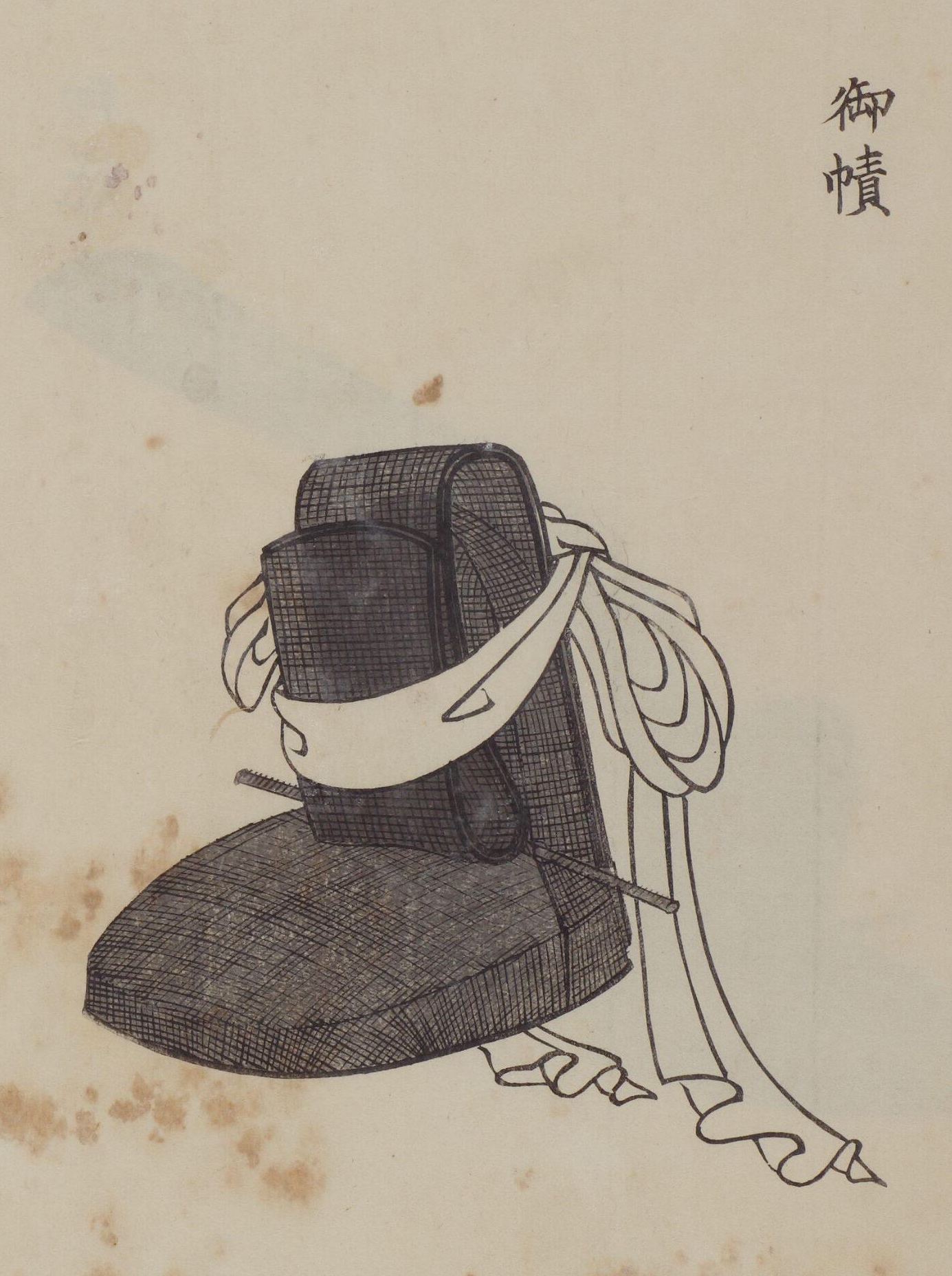
御幘冠

通常、上皇・皇太子以下男性貴族は公的な場に冠・私的な場に烏帽子を対応する装束と共に使い分けていたが、天皇はその在位中常に冠を被って過ごしていた。神事や食事などの際は、長い纓が邪魔になるためそれぞれ特殊な手段で処理していた。
御金巾子（おきんこじ）
中心に四角く穴を開けた檀紙二枚を重ねて金箔を張った巾子紙（こじがみ）と呼ばれる留め具に、巾子ごと纓を挟んだもの。
食事の際などに使ったもので、江戸時代には白小袖に赤大口を着て、装束を着ない通常服のときに使用した。なお金巾子には基本的に掛緒はしない。現代の皇室では節折（よおり）の儀に小直衣とともに用いる。今は髷がないので紫組掛緒を用いる。
御幘冠（おんさくのかんむり、真中の字は巾偏に責）
天皇が重要な神事において無紋の冠を被り、纓をいったん頭上に上げて折り返し、巾子ごと白い平絹の帯で結んだもの。新嘗祭などの御祭服の時に使用する。中世にはかたかぎともろかぎの二説があったが、近世に大嘗祭が再興された後、高倉流はかたかぎ、山科流はもろかぎとされた。なお、貞享四年に大嘗祭が再興されたときに山科家が天皇の神事服の調進を行い、高倉家が着装を奉仕してより、大嘗祭および新嘗祭では差し支えない限りこの例が尊重されたから（通常は山科家・高倉家が交互に天皇御服の着装に奉仕）、多くの場合高倉家説が採用された。
木綿鬘（ゆうかずら）
木綿鬘は日本神話の「天石窟」の段で天鈿女命が用いた故事に遠由する。これは、麻苧を冠の磯に当て後ろへまわし、纓壷付近で諸鉤に結ぶ。木綿鬘は遷座時に用いるが、伊勢神宮では恒例大祭にも使用する。